# Mark Langdon Hill
Mark Langdon Hill (* 30. Juni 1772 in Biddeford, Province of Massachusetts Bay; † 26. November 1842 in Phippsburg, Maine) war ein US-amerikanischer Politiker. Zwischen 1819 und 1821 vertrat er den Bundesstaat Massachusetts sowie von 1821 bis 1823 den Staat Maine im US-Repräsentantenhaus.

## Werdegang
Mark Hill wurde 1772 in Biddeford geboren, das damals noch zur Province of Massachusetts Bay gehörte. Nach der Gründung von Maine im Jahr 1820 fiel die Stadt an diesen Staat. Hill besuchte die öffentlichen Schulen seiner Heimat und wurde danach Kaufmann und dann Schiffsbauer in Phippsburg. Von 1796 bis zu seinem Tod war er im Vorstand und Kurator des Bowdoin College in Brunswick. Politisch war Hill Mitglied der Demokratisch-Republikanischen Partei. Zwischen 1797 und 1814 saß er mehrfach als Abgeordneter im Repräsentantenhaus von Massachusetts. Im Jahr 1804 sowie nochmals von 1815 bis 1817 gehörte er dem Staatssenat an.
1818 wurde Hill im 16. Wahlbezirk von Massachusetts in das US-Repräsentantenhaus in Washington, D.C. gewählt. Dort trat er am 4. März 1819 die Nachfolge von Benjamin Orr an. In dieser Zeit wurde von Henry Clay der Missouri-Kompromiss ausgearbeitet. Hill und John Holmes waren die einzigen Abgeordneten aus dem District of Maine, die diesem Kompromiss zustimmten. Das Resultat war einerseits die Beibehaltung der Sklaverei in Missouri sowie die Gründung des sklavenfreien Staates Maine, der von Massachusetts abgespalten wurde. Mark Hill wurde bei den Kongresswahlen des Jahres 1820 bestätigt. Da sein Distrikt nun zum Staat Maine gehörte, vertrat er zwischen dem 4. März 1821 und dem 3. März 1823 dessen dritten Wahlbezirk.
Zwischen 1819 und 1824, also auch während seiner Zeit im Kongress, war Hill Posthalter von Phippsburg. Im Jahr 1824 arbeitete er für die Zollbehörde in Bath. Mark Hill starb am 26. November 1842 in Phippsburg.